# Il signor Rossi a Venezia
Il signor Rossi a Venezia è il settimo ed ultimo cortometraggio del signor Rossi del 1974 diretto da Bruno Bozzetto e due anni dopo è stato fatto il primo lungometraggio Il signor Rossi cerca la felicità.

## Trama
Il signor Rossi, mentre viaggia in autostrada, rimane suo malgrado coinvolto in un ingorgo che si dirige in senso contrario. Un'autostoppista straniera molto carina si cala da un cavalcavia nella sua auto, cercando un passaggio per Venezia; Rossi, prendendosene una cotta, accetta di accompagnarla. Invece di trovare una città che l’immaginario collettivo vuole romantica e meravigliosa, se la ritrovano inquinata, fragile, fatiscente e irrispettosa di sé stessa: infatti, oltre ad essere divenuta una costosa trappola turistica, gli abitanti e gli stessi turisti non esitano a lordarla di rifiuti; il passaggio delle grandi navi apporta danni al suo patrimonio storico e artistico, e le industrie la soffocano coi loro liquami tossici. A tutto questo, si aggiungono anche i problemi dovuti al fenomeno dell’acqua alta.
L’autostoppista rivela di far parte di un movimento che mira proprio a salvare Venezia dai fenomeni che la minacciano e il povero Rossi, volendola conquistare, fa dunque di tutto per rendere la sua esperienza incantevole e contribuire nel proprio piccolo a migliorare la città, ma la sua violenta furia giustizialista, dinanzi all’incuria menefreghista delle persone, finisce per avere la meglio.
Alla fine, dopo essere rimasto vittima dell’acqua alta, Rossi viene abbandonato dalla ragazza in favore di un bellimbusto in motoscafo e si trasforma in un rospo a causa delle sostanze tossiche presenti nelle acque.